# ورازداد
وارازدات در سال‌های ۵۶۰ تا ۵۶۴ مرزبان ارمنستان ساسانی بود. در دوران فرمانروایی او، ارمنستان کمابیش در مهر و آسودگی بود. در ۵۶۱، شاهنشاهی بیزانس و شاهنشاهی ساسانی یک پیمان‌نامه بستند که به پیمان‌نامه صلح پنجاه‌ساله سرشناس شد و به جنگ لازی پایان داد. در ۵۶۴ وارازدات با چهرگشنسپ جایگزین شد.